# Leopoldkanaal
Leopoldkanaal är en kanal i Belgien. Den ligger i den nordvästra delen av landet, 60 km nordväst om huvudstaden Bryssel.
Runt Leopoldkanaal är det i huvudsak tätbebyggt. Runt Leopoldkanaal är det tätbefolkat, med 383 invånare per kvadratkilometer.